# Antoni Utrillo Viadera
Antoni Utrillo Viadera   (Barcelona, 27 de març de 1867 - Barcelona, 8 d'octubre de 1944) fou un dibuixant català que es dedicà a la il·lustració de llibres per a infants i col·laborà a la revista infantil TBO.
Fill de Ventura Utrillo i Riu natural de Tremp i de Beneta Viadera i Pagès (filla d'Antoni Viadera i Surreu). Es va casar amb Adela Raymat i Barcino i varen ser pares de Maria (1893), Montserrat (1897), Gilbert (1899), Jordi (1904) i Maria Lluïsa (1911) Utrillo i Raymat.
Format a Llotja, amb Antoni Caba, el 1886 fou pensionat a París per a una ampliació d'estudis. En els seus principis artístics va pintar quadres d'assumpte religiós i retrats. Després es va dedicar al cartellisme i a la decoració d'interiors i d'establiments comercials.
Promotor del Cercle Artístic de Sant Lluc, en formà part de la primera junta directiva.
Fundà i dirigí la litografia Utrillo & Rialp, i col·laborà a les revistes Hispania, ¡Cu-Cut! i Bella Terra.
El seu dibuix a la ploma es caracteritza per una factura realista amb referències a la il·lustració costumista de principis del segle xx.